# 塚田村
塚田村（つかだむら）は、千葉県東葛飾郡にかつて存在した村。現在の船橋市の中西部の地域にあたる。

## 概要
塚田村は、1889年（明治22年）に前貝塚村・後貝塚村（現・旭町）・行田村の3ヶ村が合併して誕生した。村の名称は、前貝塚・後貝塚の「塚」と行田の「田」の一字ずつを組み合わせて名づけられた。1937年（昭和12年）、船橋町などと合併し船橋市が設置された事により廃止された。

## 交通

### 鉄道路線
- 東武鉄道
  - 野田線（塚田駅）

中心となる駅
- 船橋駅
- 塚田駅

## 村内の主な施設・機関

### 主な国の施設
- 海軍無線電信所船橋送信所